# Aporia oberthuri
Aporia oberthuri är en fjärilsart som först beskrevs av John Henry Leech 1890.  Aporia oberthuri ingår i släktet Aporia och familjen vitfjärilar. Inga underarter finns listade i Catalogue of Life.